# Сумультинский хребет
Сумульти́нский хребет — расположен в северо-восточной и центральной частях Республики Алтай. По вершинам хребта проходит граница Чойского, Улаганского, Онгудайского и Турочакского административных районов. Это один из самых протяжённых хребтов Алтайских гор. Его средние высоты превышают 2500 м, высшая же точка (2756 м) официального названия не имеет и находится в южной части хребта.

## Физико-географическая характеристика
Вершины северной части хребта невысоки и полностью покрыты лесом, в остальной части хребта они безлесые. Здесь преобладают берёза, пихта и сибирский кедр. В южной части лесов мало, они расположены по берегам рек и представлены лиственницей и сибирским кедром. Примерно посредине Сумультинского хребта, у вершины 2666 м, строго на север отходит короткий (20 км), но высокий (2700 м) хребет Тонгош.
Со склонов Сумультинского хребта берут своё начало реки Уймень, Чебдар и другие. Рядом находятся крупные озёра: Уймень и Салкел.
Через хребет не проходят автомобильные дороги, тропы присутствуют лишь в долинах рек, между селом Уймень и горой Сороту (853 м) в северной части хребта, а также в районе горы Турга (2215 м) в центральной части.

## Туризм
По хребту проложено несколько пешеходных, конных и лыжных маршрутов. В советское время по этим местам проходил всесоюзный туристский маршрут № 77, имевший 3-ю категорию сложности и бывший самым сложным плановым маршрутом в СССР и в то же время культовым пешеходным маршрутом Горного Алтая.